# Білоноска червонувата
Білоноска червонувата (Leucorrhinia rubicunda) — вид бабок родини справжніх бабок (Libellulidae).

## Поширення
Вид поширений в Європі та Північній Азії від Франції і Скандинавії до Сибіру і Монголії. В Україні трапляється на Поліссі та Прикарпатті.

## Опис
Довжина тіла 35-45 мм, черевця 23-28 мм. Розмах крил досягає 55-65 мм. На нижній частині тіла знаходиться пляма, яка у статевозрілих самців яскраво-червона, а в самиць і молодих самців жовта. У самців птеростигма темно-червона, а в самиць чорна. В основі задніх крил розташована темна плямочка. Жилки темні. Верхня сторона абдомена у самиць покрита вохристо-жовтими цятками.

## Спосіб життя
Імаго літають з квітня до серпня. Самці активно літають біля самого берега, роблячи періодичні перерви на відпочинок. Кожен самець займає певну ділянку, яку захищає від конкурентів. Парування відбувається над поверхнею води, після чого самиця відкладає яйця на плаваючих торф'яних мохах. Розвиток личинок триває 2-3 дні.